# Touria Chaoui

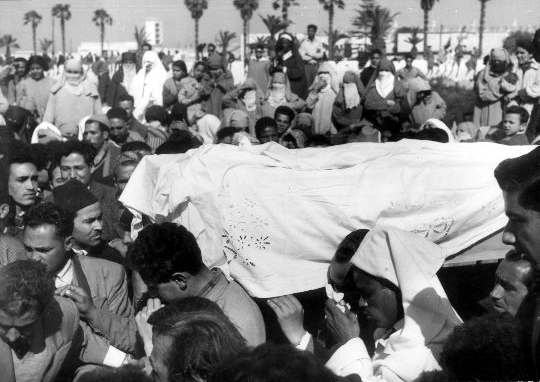
Tang lễ của Touria Chaoui

Touria Chaoui (tiếng ả rập: ثريا الشاوي; Ngày 14 tháng 12 năm 1936, Fes, Maroc–Ngày 1 tháng 3 năm 1956
) là nữ phi công Ma-rốc đầu tiên. Cô là phi công Ả Rập thứ hai sau Lotfia Elnadi, một người Ai Cập.

## Cuộc đời
Chaoui sinh ngày 14 tháng 12 năm 1936, cha cô, Abdelwahed Chaoui, một giám đốc nhà hát, mẹ cô, Zina, cả hai đều là người Maroc. Cô có một người anh trai, tên Salah Chaoui là một nghệ sĩ nổi tiếng định cư ở Vichy, Pháp. Năm 1948, cả gia đình Touria chuyển từ Fes đến Casablanca để bắt đầu một cuộc sống mới.

## Sự nghiệp
Cha của Touria ghi danh cô
vào một trường học hàng không có trụ sở tại Tit Mellil, Ma-rốc năm 1950. Trường hàng không dành riêng cho lực lượng Pháp chiếm đóng Ma-rốc, rất ít có cơ hội cho người gốc Ma-rốc, đặc biệt phụ nữ. Việc ghi danh của cô đã bị nhà trường phản đối và ngăn cản cô tham gia vào chương trình hàng không. Vì luật pháp không ngăn cấm, nhà trường miễn cưỡng chấp nhận đơn của cô với hy  vọng cô sẽ sớm từ bỏ
.
Bất chấp hoàn cảnh, sau một năm quyết tâm học tập, Touria nhận được chứng chỉ hàng không ở độ tuổi 15.
.

## Chết
Touria Chaoui chết ngày 1 tháng 3 năm 1956 ở độ tuổi 19 khi bắt đầu chuyến bay bằng phi cơ riêng.  Nguyên nhân cái chết vẫn còn là một bí ẩn.